# Kuchisake-onna
Kuchisake-onna (口裂け女, Kuchisake-onna), em português Mulher de boca cortada, é uma personagem do folclore de terror japonês. A imagem mais comum é de uma mulher muito bonita, com a região da boca coberta por uma máscara. É alta, de longos cabelos pretos e um casaco longo, geralmente armada com uma tesoura. A máscara esconde um grande corte que aumenta o tamanho da boca, indo praticamente de orelha a orelha. Algumas versões afirmam que ela tem muitos dentes afiados.
Essa lenda urbana ganhou mais popularidade recentemente, mesmo assim, há diversas explicações a respeito de sua origem. Uns dizem que o terrível corte na boca é resultado de uma cirurgia plástica fracassada; outros afirmam que é uma irmã que invejava a beleza da outra.
De qualquer forma, quando Kuchisake Onna pergunta para sua vítima “Watashi kirei?” (Você me acha bonita?), se a pessoa responde não, ela a corta ao meio, caso responda sim, ela retirará a máscara e vai dizer "Mesmo assim"? Se você disser não ela cortará ela ao meio, se disser que sim, ela cortará sua boca pra ficarem iguais. Na pronúncia japonesa, “kirei” (bonita) e “kire” (imperativo do verbo cortar) produzem sons parecidos.

## Mídia

### Filmes
- Em 2007, Koji Shiraishi dirigiu um filme chamado Kuchisake-onna. No elenco contam a modelo Eriko Sato e Haruhiko Kato.
- Na Coreia do Sul, segundo o IMDB, a restrição de idade foi de 18 anos, enquanto que no Japão foi 12.
- Na série de TV Constantine (2014), no episódio 5 – Danse Vaudou, a personagem aparece, apesar de não ser citado o nome Kuchisake-onna ela faz a mesma pergunta antes de atacar as suas vítimas.
- Ela apareceu no filme de terror "Gakkou no Kaidan" de 1995.

### Animes
Esta lenda aparece em diversos Animes, entre eles Histórias de Fantasmas (学校の怪談), porém, este episódio gerou polêmica e só foi exibido uma vez, por ser considerado ofensivo às pessoas com fenda labial.
No anime Naruto a personagem foi usada como referência para a criação do personagem kakuzu, o qual tem a boca cortada e faz da utilização de máscaras. A ideia original do criador (Masashi Kishimoto) era que kakuzu fosse um monstro muito mais parecido com ela, só que durante as edições ele foi se transformado no que é hoje no anime.

Kuchisake Onna aparece na obra Jujutsu Kaisen, como uma maldição de grau especial, sob controle de Suguru Geto. Esta, pergunta ao personagem Toji Fushiguro, se este a acha bonita, enquanto materializa  tesouras em volta do personagem. 

### Mangás
- Em abril de 1994 Kanako Inuki publicou o mangá one-shot Kuchisake-onna Densetsu na revista Suspense & Horror, incluído na antologia Kuchisake-onna Densetsu de abril de 1995, uma continuação chamada Mama wa Kuchisake-onna foi pblicada na mesma revista em setembro de 1996 e incluída na antologia Kuchisake-onna Densetsu 2 em junho de 1997.

### Livros
No livro "172 na Lua" (172 Hours at Moon) de JOHAN HARSTAD, 2008 a personagem Midori Yoshida narra a história da Kuchisake-onna.
1. ↑  Philbrook, Scott (co-host); Burgess, Forrest (co-host); Meyer, Matthew (guest) (14 de outubro de 2018). «Ep 121: Yokai Horrors of Japan» (Podcast). Astonishing Legends. Consultado em 6 de agosto de 2019